# Ovomaltine

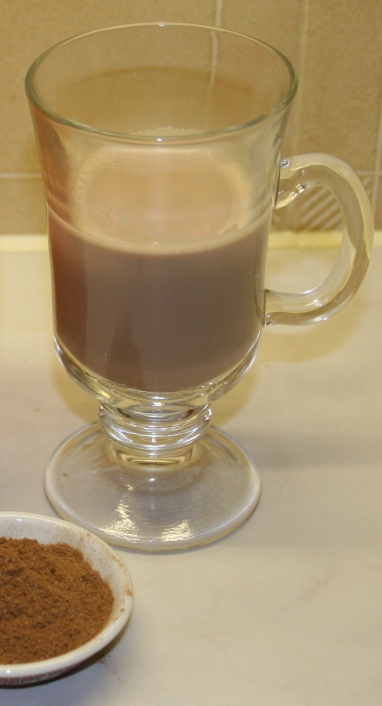
Een glas Ovomaltine en een schoteltje met het poeder

Ovomaltine (Ovaltine) is een poedermengsel dat in combinatie met melk gebruikt wordt voor de bereiding van een drank. Het product wordt doorgaans gemaakt van mout-extract, melkbestanddelen, suiker en cacaopoeder.

## Geschiedenis
Albert Wander, zoon van de uit Duitsland afkomstige Georg Wander, die in Bern de onderneming Wander AG had opgericht, ontwikkelde samen met W. Lanwer een oplosbaar moutextract, wat in 1904 leidde tot de uitvinding van Ovomaltine. Destijds werd het product aangeprezen als voedzame drank bij "geestelijke en lichamelijke oververmoeidheid".
Ovomaltine wordt nog steeds geproduceerd door Wander AG, dat inmiddels onderdeel is van Associated British Foods, behalve in de Verenigde Staten, waar Nestlé de rechten verwierf. In continentaal Europa wordt de originele naam Ovomaltine gebruikt, in andere landen is de naam Ovaltine in gebruik. Naast het poeder worden ook kant en klare chocoladedrank, snoeprepen, chocopasta en ijs geproduceerd.